# Henri Kass
Henri Kass (ur. 13 października 1919 w Schouweiler, zm. 7 września 1982 w Imperii, Włochy) – luksemburski kolarz szosowy, srebrny medalista mistrzostw świata

## Kariera
Największy sukces w karierze Henri Kass osiągnął w 1949 roku, kiedy zdobył srebrny medal w wyścigu ze startu wspólnego amatorów podczas mistrzostw świata w Kopenhadze. W zawodach tych wyprzedził go jedynie Holender Henk Faanhof, a trzecie miejsce zajął kolejny reprezentant Holandii - Hub Vinken. Był to jednak jedyny medal wywalczony przez Kassa na międzynarodowej imprezie tej rangi. W tym samym roku był drugi w luksemburskim Flèche du Sud, a rok później we francuskim Circuit Loire-Océan. W 1950 roku zdobył brązowy medal mistrzostw Luksemburga. Nigdy nie wystąpił na igrzyskach olimpijskich. Jako zawodowiec startował w latach 1951-1952.